# Colastes colenutti
Colastes colenutti är en stekelart som först beskrevs av Cockerell 1921.  Colastes colenutti ingår i släktet Colastes och familjen bracksteklar. Inga underarter finns listade i Catalogue of Life.